# Wilson County, Tennessee
Wilson County är ett administrativt område i delstaten Tennessee, USA, med 113 993 invånare. Den administrativa huvudorten (county seat) är Lebanon. 

## Geografi
Enligt United States Census Bureau har countyt en total area på 1 510 km². 1 478 km² av den arean är land och 33 km² är vatten.  

### Angränsande countyn
- Trousdale County - norr
- Smith County - nordost
- DeKalb County - öst
- Cannon County - sydost
- Rutherford County - söder
- Davidson County - väst
- Sumner County - nordväst